# Uirapuru
Uirapuru là một đô thị thuộc bang Goiás, Brasil. Đô thị này có diện tích 1153,472 km², dân số năm 2007 là 3087 người, mật độ 2,7 người/km².